# أنيتا نيل
أنيتا نيل (بالإنجليزية: Anita Neil) هي عداءة سريعة بريطانية، ولدت في 5 أبريل 1950 في Wellingborough ‏ في المملكة المتحدة.

## وصلات خارجية
- أنيتا نيل على موقع الاتحاد الدولي لألعاب القوى (الإنجليزية)
- أنيتا نيل على موقع ThePowerOf10.info (الإنجليزية)
- أنيتا نيل على موقع أوليمبيديا (الإنجليزية)
- أنيتا نيل على موقع اللجنة الأولمبية البريطانية (الإنجليزية)